# 38442 Szilárd
A 38442 Szilárd (ideiglenes jelöléssel1999 SU6) kisbolygó, amely a kisbolygóövben kering. 1999. október 24-én fedezte fel Sárneczky Krisztián és Szabó Gyula a Piszkéstetői Csillagvizsgálóban. A kisbolygó a nevét Szilárd Leó világhírű magyar fizikusról kapta.